# Zell Arzberg
Zell Arzberg ist eine Katastralgemeinde und in der Schreibweise Zell-Arzberg eine Ortschaft der Gemeinde Waidhofen an der Ybbs im Bezirk Waidhofen an der Ybbs in Niederösterreich.

## Geschichte
Laut Adressbuch von Österreich waren im Jahr 1938 in der Ortsgemeinde Zell Arzberg mehrere Landwirte ansässig.

## Siedlungsentwicklung
Zum Jahreswechsel 1979/1980 befanden sich in der Katastralgemeinde Zell Arzberg insgesamt 58 Bauflächen mit 18.891 m² und 45 Gärten auf 190.158 m², 1989/1990 waren es 50 Bauflächen. 1999/2000 war die Zahl der Bauflächen auf 380 angewachsen und 2009/2010 waren es 243 Gebäude auf 461 Bauflächen.

## Landwirtschaft
Die Katastralgemeinde ist landwirtschaftlich geprägt. 329 Hektar wurden zum Jahreswechsel 1979/1980 landwirtschaftlich genutzt und 282 Hektar waren forstwirtschaftlich geführte Waldflächen. 1999/2000 wurde auf 298 Hektar Landwirtschaft betrieben und 298 Hektar waren als forstwirtschaftlich genutzte Flächen ausgewiesen. Ende 2018 waren 281 Hektar als landwirtschaftliche Flächen genutzt und Forstwirtschaft wurde auf 298 Hektar betrieben. Die durchschnittliche Bodenklimazahl von Zell Arzberg beträgt 23,6 (Stand 2010).